# خورشید گرفتگی ۱۶ ژوئیه ۲۱۸۶
در ۱۶ ژوئیه ۲۱۸۶ (مصادف با ۲۵ تیر ۱۵۶۵ خورشیدی)، خورشیدگرفتگی ای رخ خواهد داد که طولانی‌ترین کسوف کامل تا هزاران سال است. این خورشید گرفتگی، جنوب جزایر گالاپاگوس را با کسوف کاملی به مدت ۴ دقیقه روی نوک جنوبی جزیره اسپانیولا، نوک شمالی اکوادور به مدت ۳ دقیقه و ۲۶ ثانیه در ایسلا سانتا روزا، در کلمبیای مرکزی به‌مدت ۴ دقیقه و ۵۰ ثانیه در بوگوتا، ونزوئلای مرکزی و شمال گویان به‌مدت ۷ دقیقه و ۴ ثانیه در شمال آنا رجینا را درمی‌نوردد.

## مدت‌زمان
این طولانی‌ترین خورشیدگرفتگی کامل است که بین ۴۰۰۰ سال پیش از میلاد تا ۶۰۰۰ پس از میلاد محاسبه شده‌است و حداکثر به مدت ۷ دقیقه، ۲۹ ثانیه می‌باشد.
عواملی که باعث این چنین گرفتگی طولانی ای می‌باشند عبارتند از:
- قرارداشتن زمین در نزدیکی اوج فاصله از خورشید در مدار بیضی شکل آن، که باعث می‌شود قطر زاویه‌ای آن تاحد امکان کوچک شود. این وضعیت تقریباً در ۶ ژولای رخ می‌دهد.
- قرار گرفتن ماه تقریباً به‌طور کامل در نزدیکترین بخش مدار خود به زمین (که باعث می‌شود قطر زاویه‌ای آن تا حد ممکن بزرگ شود). زمان بزرگ‌ترین گرفتگی تنها ۵۰ دقیقه پس از این قرار گرفتن ماه خواهد بود.
- قرار گرفتن نقطه میانی خورشیدگرفتگی در فاصله بسیار نزدیک از خط استوای زمین که در آن سرعت مداری زمین بیشترین است.
- قرار گرفتن نقطهٔ میانی کسوف در نزدیکی نقطهٔ زیر خورشیدی (نزدیک‌ترین بخش زمین به خورشید و بنابراین نزدیکترین به ماه در طول گرفتگی).
- همراستا شدن بردار مسیر خورشیدگرفتگی در نقطه میانی آن از با بردار چرخش زمین (یعنی نه مورب بلکه متمایل به شرق). برای کسوف در گره بالارونده (ساروس دارای شمارهٔ فرد) رخداد آن در حدود ۱۲ روز پس از انقلاب تابستانی خواهد بود. دورهٔ ساروس، دوره‌ای زمانی است با چرخه‌ای حدود ۱۸ سال و ۱۱ روز و ۸ ساعت (تقریباً «۶۵۸۵ و یک سوم روز) که می‌تواند برای پیش‌بینی گرفتگی خورشید و گرفتگی ماه استفاده شود. بعد از گذشت ۱۸ سال از یک کسوف یا خسوف، مکان نقاط گره‌ای مدار ماه به جای قبلی خود برگشته، ماه و خورشید و زمین تقریباً» دوباره به حالت قبلی برمی گردند و کسوف یا خسوفی شبیه همان کسوف یا خسوف قبلی (از لحاظ مکان وقوع، زمان وقوع، شکل گرفتگی و اندازه گرفتگی) روی می‌دهد. گفته می‌شود این گرفتهای مشابه تشکیل یک دنباله می‌دهند. هر دنباله ساروسی دارای یک شماره اختصاصی می‌باشد.

طولانی‌ترین کسوف کامل تاریخی ۷ دقیقه ۲۸ ثانیه در ۱۵ ژوئن ۷۴۴ قبل از میلاد به طول انجامید. طولانی‌ترین خورشید گرفتگی ممکن از لحاظ تئوری در هزارهٔ سوم ۷ دقیقه و ۳۲ ثانیه است.